# Грущин (Козеницький повіт)
Грущин (пол. Gruszczyn) — село в Польщі, у гміні Магнушев Козеницького повіту Мазовецького воєводства.
Населення — 260 осіб (2011).
У 1975-1998 роках село належало до Радомського воєводства.

## Демографія
Демографічна структура станом на 31 березня 2011 року:
|          | Загалом | Допрацездатний вік | Працездатний вік | Постпрацездатний вік |
| -------- | ------- | ------------------ | ---------------- | -------------------- |
| Чоловіки | 131     | 31                 | 91               | 9                    |
| Жінки    | 129     | 25                 | 75               | 29                   |
| Разом    | 260     | 56                 | 166              | 38                   |